# George Embrey
George Embrey, né en mai 1840 à Birmingham et mort le 10 mars 1923 à Gloucester, est un chimiste analytique britannique

## Biographie
Il étudie à la King Edward's School puis au Birmingham and Midland Institute (en) et au Royal College of Chemistry.
Il officie dès 1873 à l'École des sciences de Gloucester où il enseignera jusqu'en 1905. En 1885, il travaille aussi comme chimiste analyste de la ville et du district de Gloucester puis comme analyste agricole officiel de Cheltenham et Gloucester. 
Vice-président de la Society of Public Analyst (1913), il en est le président en 1916-1917.